# Chetan Anand
Chetan Anand, hindi चेतन आनन्द (ur. 2 stycznia 1915 w Lahaur, zm. 6 lipca 1997 w Bombaju) – indyjski reżyser, scenarzysta i producent filmowy związany z Bollywood. Autor dwudziestu filmów fabularnych, nakręconych w języku hindi.
Starszy brat gwiazdora kina indyjskiego Deva Ananda oraz reżysera Vijaya Ananda. Jego młodsza siostra Sheel Kanta Kapur była matką reżysera Shekhara Kapura.
Jego debiut fabularny, Miasto na dole (1946), był pierwszym indyjskim filmem, cieszącym się międzynarodowym uznaniem. Obraz otrzymał główną nagrodę Grand Prix na pierwszym w historii MFF w Cannes. 